# Redcats Group
Die Redcats Group mit Sitz in Paris war ein internationaler französischer Versandhandelskonzern, die mehrheitlich zum Kering-Konzern (vor 2013 PPR bzw. Pinault-Printemps-Redoute) gehörte. Nach einer strategischen Umorientierung des Mutterkonzerns auf die Mode und den Luxus, sowie dem Niedergang des traditionellen Versandhandels, wurden alle operativen Aktivitäten der Gruppe nach 2005 zugweise veräußert oder liquidiert; die Kernmarke La Redoute wurde 2014 verkauft.

## Geschichte
Das Unternehmen führt seine Geschichte auf eine 1873 von Joseph Pollet gegründete Kammgarnspinnerei in Roubaix zurück. 1922 schuf das Unternehmen die Marke Filatures de La Redoute und brachte den ersten Versandkatalog für Strickwolle heraus. 1966 wurden erste Versandannahmeläden eröffnet. 1970 kam mit der Firma Finaref (heute Teil der Crédit Agricole) die Vermittlung von Verbraucherkrediten als neues Geschäftsfeld hinzu, 1974 eine Beteiligung am Auslieferunternehmen Sogep. Nach mehreren Übernahmen Anfang der 1980er Jahre (Movitex, Cyrillus) erfolgte 1986 die Fusion mit der Warenhausgruppe Printemps. 1988  erlangte Printemps seinerseits die Mehrheit an dem Kataloghändler La Redoute. Im selben Jahr wurde Vertbaudet übernommen und ein 25 %-Anteil an den britischen Empire Stores, 1991 die Hälfte von La Maison de Valérie. Nachdem 1992 das Pariser Warenhaus Printemps von François Pinault aufgekauft wurde und 1994 auch die Übernahme von La Redoute durch Pinault vollzogen war, entstand daraus die Gruppe Pinault-Printemps-Redoute (kurz PPR). 1995 startete La Redoute seine erste Website, 1997 wurde das schwedische Unternehmen Ellos übernommen, 1998 Brylane in den USA. 1999 gab sich La Redoute den international leichter aussprechbaren Namen Redcats (Zusammenziehung von REDoute CATalogues). 2004 erwarb man den skandinavischen Heimtextilienversand Jotex, 2006 The Sportsman’s Guide und The Golf Warehouse (beide USA). Im Sommer 2006 verkaufte PPR das Warenhaus Printemps an ein Konsortium von Deutsche Bank und der italienischen Borletti-Gruppe. 2007 übernahm man mit Avenue und United Retail Group weitere US-Unternehmen.  Seit 2013 firmierte PPR unter Kering und untermauerte somit den Strategieschwenk weg vom Vertrieb zu einem Mode- und Luxuskonzern. Die Traditionsmarke La Redoute wurde 2014 zu einem symbolischen Preis von einem Euro verkauft.

## Kennzahlen und Marktstellung
Die Gruppe vertrieb zu ihrem Höhepunkt vor allem Mode (rund 70 % des Umsatzes) und Heimdekorationsartikel (13 %). Sie beschäftigte Ende 2008 mehr als 20.000 Mitarbeiter in 30 Ländern und hatte rund 27 Millionen aktive Kunden. Im Geschäftsjahr 2008 erzielte die Redcats Group einen Umsatz von 3,7 Milliarden Euro, davon 48 % innerhalb und 52 % außerhalb Frankreichs (USA 30 %, Skandinavien 9 %, Rest 13 %). Rund 48 % der Verkäufe wurden 2008 im Internet getätigt (Umsatzanteil 42 %) auf rund 60 e-commerce Websites. Parallel dazu vertrieb die Redcats Group weiterhin über gedruckte Kataloge (46 % Umsatzanteil) sowie über mehr als 600 Ladengeschäfte (rund 12 % Umsatzanteil).
Die Redcats Group war damit zeitweise im Bereich Mode und Heimdekoration das drittgrößte Homeshopping-Unternehmen der Welt, in Frankreich, Skandinavien und Portugal Marktführer.

## Marken
Zur Redcats Group gehörten unter anderem folgende Vertriebsmarken:
- Avenue
- Cyrillus
- Daxon
- Ellos
- Enjoy
- Jessica London
- Josefssons
- Jotex
- KingSize
- La Maison de Valérie
- La Redoute
- Onestopplus
- Roaman’s
- Somewhere
- The Golf Warehouse
- The Sportsman’s Guide
- Vertbaudet (in Deutschland als Gemeinschaftsunternehmen mit der Carlyle Group)
- Woman Within